# Robin Urban
Robin Urban (* 13. April 1994 in Herdecke) ist ein deutscher Fußballspieler.

## Karriere
Urban begann seine Karriere bei den Bochumer Vereinen SV Langendreer 04 und VfL Bochum, ehe er im Sommer 2010 zum Wuppertaler SV wechselte. Am 1. Juli 2011 wechselte er beim WSV von der U-17 in die U-19, am gleichen Tag des folgenden Jahres in die U-19 von Fortuna Düsseldorf, wo er wiederum am 1. Juli 2013 in die zweite Mannschaft aufstieg und mit diesem Team in der Regionalliga West sein Talent als Innenverteidiger unter Beweis stellte. Am 27. März 2015 nahm Trainer Taşkın Aksoy den Rechtsfüßer in den Kader der ersten Mannschaft der Fortunen auf. Im Sommer 2015 wechselte er zum Drittligisten Hallescher FC. Nach nur einem Einsatz wurde er jedoch in der Winterpause an den Regionalligisten SSV Jahn Regensburg verliehen. Zum Saisonende nahm Regensburg die Kaufoption wahr und verpflichtete Urban zur Saison 2016/17 fest.
Zur Saison 2017/18 wechselte der Verteidiger an die Hafenstraße zum Viertligisten Rot-Weiss Essen. Im Sommer 2019 schloss er sich Regionalliga-Aufsteiger VfB Homberg an, den er ein Jahr später nach der wegen der COVID-19-Pandemie abgebrochenen Saison mit unbekanntem Ziel wieder verließ. Als vereinslosen Spieler konnte der KSV Hessen Kassel Ende Oktober 2020 Robin Urban verpflichten; Kassel war im Sommer 2020 – nach 2-jähriger Abstinenz – wieder in die Regionalliga Südwest aufgestiegen. Zum Saisonende verließ Urban die Hessen und schloss sich zur Spielzeit 2021/22 dem niederrheinischen Oberligisten SSVg Velbert an. Nach zweieinhalb Jahren und dem zwischenzeitlichen Aufstieg in die Regionalliga West wechselte er dann innerhalb der Stadtgrenze weiter zum TVD Velbert in die Oberliga Niederrhein. Nachdem die Velberter im Sommer 2024 fast den kompletten Kader ausgewechselt hatten und Urban ohne Verein dastand, schloss er sich vor dem dritten Spieltag der Oberliga-Saison 2024/25 dem Ligarivalen ETB Schwarz-Weiß Essen an.

## Erfolge
- Aufstieg in die 3. Liga 2016 mit dem SSV Jahn Regensburg
- Aufstieg in die 2. Fußball-Bundesliga 2017 mit dem SSV Jahn Regensburg